# Botrychium
Botrychium Sw. è un genere di felci appartenente alla famiglia delle Ophioglossaceae.

## Etimologia
Il nome del genere deriva dal greco bòtrys (grappolo), in riferimento alla forma della foglia che porta gli sporangi.

## Tassonomia
Comprende le seguenti specie:
- Botrychium acuminatum W.H. Wagner
- Botrychium ascendens W.H. Wagner
- Botrychium australe R. Br.
- Botrychium biternatum (Savigny) Underw.
- Botrychium boreale J. Milde
- Botrychium campestre W.H. Wagner & Farrar
- Botrychium chamaeconium Bitter & Hieron.
- Botrychium crenulatum W.H. Wagner
- Botrychium daucifolium Wall. ex Hook. & Grev.
- Botrychium decompositum M. Martens & Galeotti
- Botrychium decurrens Ching
- Botrychium dissectum Spreng.
- Botrychium dusenii Alston
- Botrychium echo W.H. Wagner
- Botrychium formosanum Tagawa
- Botrychium gallicomontanum Farrar & Johnson-Groh
- Botrychium hesperium (Maxon & R.T. Clausen) W.H. Wagner & Lellinger
- Botrychium japonicum (Prantl) Underw.
- Botrychium jenmanii Underw.
- Botrychium lanceolatum (S.G. Gmel.) Ångström
- Botrychium lanuginosum Wall. ex Hook. & Grev.
- Botrychium leptostachyum  Hayata
- Botrychium longipedunculatum  Ching
- Botrychium lunaria (L.) Sw.
- Botrychium lunarioides  (Michx.) Sw.
- Botrychium manshuricum  Ching
- Botrychium matricariae  (Schrank) Spreng.
- Botrychium matricariifolium (Döll) A. Braun ex W.D.J. Koch
- Botrychium minganense Vict.
- Botrychium modestum Ching
- Botrychium montanum W.H. Wagner
- Botrychium mormo W.H. Wagner
- Botrychium multifidum (S.G. Gmel.) Rupr.
- Botrychium nipponicum Makino
- Botrychium officinale Ching
- Botrychium oneidense (Gilbert) House
- Botrychium pallidum W.H. Wagner
- Botrychium paradoxum W.H. Wagner
- Botrychium parvum Ching
- Botrychium pedunculosum W.H. Wagner
- Botrychium pinnatum H. St. John
- Botrychium pseudopinnatum W.H. Wagner
- Botrychium pumicola Coville ex Underw.
- Botrychium robustum (Rupr.) Underw.
- Botrychium rugulosum W.H. Wagner
- Botrychium schaffneri Underw.
- Botrychium simplex E. Hitchc.
- Botrychium socorrense W.H. Wagner
- Botrychium spathulatum W.H. Wagner
- Botrychium strictum Underw.
- Botrychium subbifoliatum Brack.
- Botrychium sutchuanense Ching
- Botrychium tolucaense W.H. Wagner & Mickel
- Botrychium underwoodianum Maxon
- Botrychium virginianum (L.) Sw.
- Botrychium yunnanense Ching